# Remedia Amoris
Remedia Amoris (Remédios do Amor, ou A Cura do Amor) é um poema de 814 versos em latim, composto pelo poeta romano Ovídio.